# Вандемьер
Вандемье́р (фр. vendémiaire, от лат. vindemia — сбор винограда) — первый месяц (22/23 сентября — 21/22 октября) французского республиканского календаря, действовавшего с октября 1793 по 1 января 1806 года. Следует за санкюлотидами предыдущего года, следующий за ним месяц — брюмер. Вандемьер является первым месяцем осеннего квартала (фр. mois d'automne). Начало месяца совпадает с осенним равноденствием.
Как и все месяцы французского революционного календаря, вандемьер содержит тридцать дней и делится на три декады. Вместо традиционных в католицизме святых, каждому дню приписано название сельскохозяйственного растения. Исключением являются пятый (Quintidi) и десятый (Decadi) дни каждой декады. Первому из них приписано название животного, а последнему — название сельскохозяйственного орудия. Вопреки первоначальному предложению Фабра д’Эглантина 24-й день вандемьера был назван не Grenésienne, а Amaryllis. Оба этих слова обозначают одно и то же растение — амариллис.
В истории французской революции вошло 13 вандемьера IV года (4 октября 1795), когда произошло восстание парижских роялистов против национального Конвента, подавленное Баррасом при помощи генерала Наполеона.

## Названия дней месяца[5]
|          | 1-я декада | 1-я декада                       | 2-я декада | 2-я декада                             | 3-я декада | 3-я декада                      |
| Primidi  | 1.         | Резе́н (Raisin) Виноград          | 11.        | Пом-де-те́р (Pommes de terre) Картофель | 21.        | Шанвр (Chanvre) Пенька          |
| Duodi    | 2.         | Сафра́н (Safran) Шафран           | 12.        | Имморте́ль (Immortelle) Бессмертник     | 22.        | Пеш (Pêche) Персик              |
| Tridi    | 3.         | Шате́нь (Châtaigne) Каштан        | 13.        | Потиро́н (Potiron) Тыква                | 23.        | Наве́ (Navets) Репа              |
| Quartidi | 4.         | Кольши́к (Colchique) Безвременник | 14.        | Резеда́ (Réséda) Резеда                 | 24.        | Амарилли́с (Amaryllis) Амариллис |
| Quintidi | 5.         | Шева́ль (Cheval) Лошадь           | 15.        | Ан (Âne) Осёл                          | 25.        | Бёф (Bœuf) Бык                  |
| Sextidi  | 6.         | Бальзами́н (Balsamine) Бальзамин  | 16.        | Бель-де-нюи́ (Belle de nuit) Ночецвет   | 26.        | Обержи́н (Aubergine) Баклажан    |
| Septidi  | 7.         | Каро́т (Carottes) Морковь         | 17.        | Ситру́й (Citrouille) Тыква              | 27.        | Пима́н (Piment) Душистый перец   |
| Octidi   | 8.         | Амара́нт (Amaranthe) Амарант      | 18.        | Саразе́н (Sarrazin) Гречиха             | 28.        | Тома́т (Tomate) Помидор          |
| Nonidi   | 9.         | Пане́ (Panais) Пастернак          | 19.        | Турнесо́ль (Tournesol) Подсолнечник     | 29.        | Орж (Orge) Ячмень               |
| Decadi   | 10.        | Кюв (Cuve) Чан                   | 20.        | Прессуа́р (Pressoir) Пресс              | 30.        | Тонно́ (Tonneau) Бочка           |